# 松田氏
松田氏（まつだし）は、相模国足柄に発祥した藤原秀郷流波多野氏一族、並びにそれから派生したと見られる室町時代に備前国西部一帯に勢を張った家系、室町時代に奉行衆として仕えた丹後を拠点とする桓武平氏流の一族が知られている。
相模松田家本家は、小田原後北条氏に仕えた後に加賀前田家に召抱えられ、その分家は結城家、徳川将軍家旗本になった。
東叡大王（三山管領宮）に代々仕える。墓所は毘沙門堂門跡輪王寺宮墓所下。
鎌倉期には相模国内に残存した波多野氏一族を統合する惣領家であったと考えられる。南北朝期から室町期にかけ、惣領制が崩壊し有力庶子家・一族が本宗家から独立していった時代であり、松田氏においてもいずれが本宗家かは定かではない。神奈川県足柄上郡松田町松田惣領にはJRの松田駅がある。そして高岡市などに多く分布している

## 備前松田氏

### 経歴
出自については、藤原秀郷の末裔・波多野氏の一族であるとも相模国の御家人の出とも言われ、実際系図が何通りもあり定説化されていない。ここでは、相模国の御家人説に則り記載することにする。
御家人説では、松田元保の子松田元国が後醍醐天皇に味方し、鎌倉幕府討伐の功により備前国御野郡伊福郡を与えられ、かの地に富山城を築き本拠地にした。一方、この時期に備前国守護として松田盛明がいたことが記録で確認されているが、元保らとの関係は不明である。備前松田氏は、承久の乱の功で宇甘郷（岡山県岡山市北区御津地域）の地頭職も既に得ていたため、同地に後に鵜飼派と呼ばれる刀工集団を招聘したという説もある。
時代が下り、松田元澄の代になり応仁元年（1467年）、応仁の乱が起こると東軍の赤松氏方につき、西軍の山名氏の追い落としに功績があり、赤松氏の被官になり、伊福郷の守護代に相当する地位になった。文明15年（1483年）頃には備前国西部に確固とした力を築いていたためか、守護の赤松氏から警戒され、赤松政則の追討の命を受けた浦上則宗の一族の浦上則国に攻め込まれることとなり、松田元成は山名政豊に援軍を要請すると同時に、文明12年（1480年）に新しい本拠地とした金川城を出撃し、小鴨大和守や櫛橋則伊ら赤松方の諸将の籠る備前福岡城を文明16年（1484年）正月に落とした。勢いに乗った元成は備前国を掌中に収めるため、文明16年（1484年）2月、浦上則国の居城三石城を落とすため東へ進撃するが、途中の吉井川東の天王原で浦上勢と遭遇し合戦に及ぶも大敗し、退却する途中、浦上勢に追いつかれ磐梨郡弥上村山で自害する。
その後も松田氏は西備前に君臨し浦上氏と対立した。時が下り、松田元陸の代には、足利義晴のもと大永2年（1522年）京の都で所司代に就任するなどしていたが、享禄4年（1531年）、天王寺合戦で味方の浦上村宗とともに討死。孫の松田元輝の代になると宇喜多直家の力が強大になり、子の松田元賢に直家の娘と婚姻させ、姻戚関係を結ぶ、さらには当時美作・備中への影響力が強かった尼子晴久が浦上氏を攻撃すべく備前へ侵攻してきた際には、尼子方に属するなどによって勢力の維持を図ろうとしたが、永禄11年（1568年）、宇喜多直家に主力の重臣である宇垣与右衛門を謀殺され、さらに直家の調略により虎倉城主の伊賀久隆に寝返られ、同永禄11年（1568年）7月、宇喜多勢に金川城を攻撃され元輝は伊賀久隆の鉄砲隊により討死。元賢も金川城落城により落ち延びる途中、伊賀勢の伏兵により討死。元賢の弟の松田元脩は備中に逃れ（一説には因幡の山名豊国に仕えたという）、備前松田氏の宗家流は滅亡した。
ただ、庶流家である西谷城主の新庄松田氏は浦上氏に従うことで宗家滅亡後も存続し、主に美作南部の戦線で功を挙げた。天正2年（1574年）から表面化した浦上宗景と宇喜多直家の抗争の際には新庄松田氏は宗景方について戦い、翌天正3年（1575年）に浦上宗景が追放され宇喜多直家が実権を握ると新庄松田氏は浦上方だったこともあって所領を削られたものの存続は許された。以後、宇喜多政権でも新庄松田氏は在地の土豪として小さいながら勢力を保っていたが、宇喜多氏の改易後は帰農を余儀なくされた。

### 松田氏と日蓮宗
また、松田氏は仏教史においては上総酒井氏と並ぶ日蓮宗の熱心な信奉者として名を残している。建武・暦応年間頃に備前において布教活動をしていた大覚（日像門人）に宗論を挑んで敗れた松田元喬（蓮昌院）がこれを保護して以後、代々の当主が同派寺院に保護を与えただけでなく、進出した先の他宗の寺院を強制的に改宗させたといわれている。このため、松田氏滅亡後も「備前法華」と称される強力な門徒団が形成され、後に備前は不受不施派の拠点として知られるようになる。

### 系図（御家人説により）
```
松田元保

　 ┃
　
元国

　 ┃
　
元喬

　 ┃
　
元泰

　 ┣━━━┓
　
元房
　　
元方

　 │　　　┃
　元方 ←━┻
　 ┃
　
元運

 　┃
　
元澄

　 ┃
　
元成

　 ┃
　
元藤

　 ┃
　
元陸

　 ┃
　
元盛

　 ┃
　
元輝

 　┣━━━┓
　
元賢
　 
元脩
```

## 奉行衆 松田氏（桓武平氏流）
鎌倉後期より多数の六波羅奉行人を出し、室町時代には二階堂氏・波多野氏と並んで室町幕府評定衆に列した松田氏がいた。応永年間には政所執事代として史上に現れる者もおり、松田満秀・松田秀興・松田数秀らは奉行人の筆頭の公人奉行に任じられる。応仁・文明の乱以後、松田数秀・松田長秀・松田清秀・松田晴秀らが政所寄人の筆頭である政所執事代に任じられ、飯尾氏・清氏らとともに幕府奉行人として永禄年間（1558年 - 1570年）に至るまで活動していた。
この一族は代々の文筆官僚であったことから現在でも東寺百合文書（国宝、ユネスコ世界記憶遺産）などに多数の書状が現存しており、「松田丹後守平長秀記」「武政軌範」などの書物のほか、和歌に長じているものも多く、「松田丹後守平貞秀集」などの和歌集も残している。「松田丹後守平長秀記」は足利義満や足利義教の元服時の記録などを書き残したものであり、長秀自身は政変により殆どの奉行人が更迭された中で、彼一人新政権下に引き続き出仕した事実は、その能吏ぶりが余人に替え難かったと考えられており、幕府官僚としての活動のほかに香人としての顔を持つ文化人でもあった。「武政軌範」は各被引用史料を相伝した松田丹後守流の史料が豊前守流の松田貞頼(＝松田貞康）に伝わったものと考えられており、大河ドラマ『花の乱』では松田貞頼が足利幕府の使者として日野家へ足利義政と日野富子の婚礼の日取りを報告する場面が描写されている。

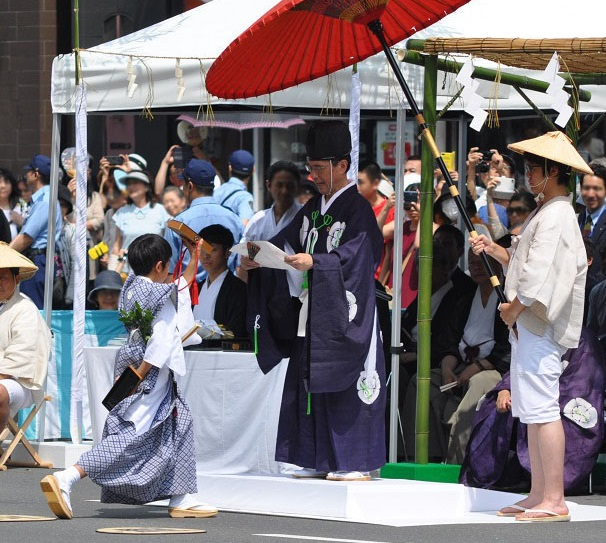
祇園祭の「くじ取り式」、「くじ改め」で奉行役を務める京都市長（2019年、後の祭り）

松田豊前守頼亮は、応仁の乱後33年間中断していた祇園祭を復興するにあたり、山鉾巡行の順番を巡って争いがおきたため、当時の侍所の役人（開闔）であった頼亮私宅で籤取りを行ったと伝えられており、現在もこの神事は、当代の京都市長が裃姿の松田頼亮役として参加するものとして続いている。また、応仁の乱以前の60基（前祭32基、後祭28基）の山鉾を知る唯一の史料とされている過去の記録をまとめた「祇園会山鉾事」（八坂神社文書）を残しているほか、町人主体の祭りとなるよう祇園執行に取り計らうなど、祇園祭の再興に尽力し、頼亮も自身の在職中に祇園祭が再興されたことは冥加であると記している。

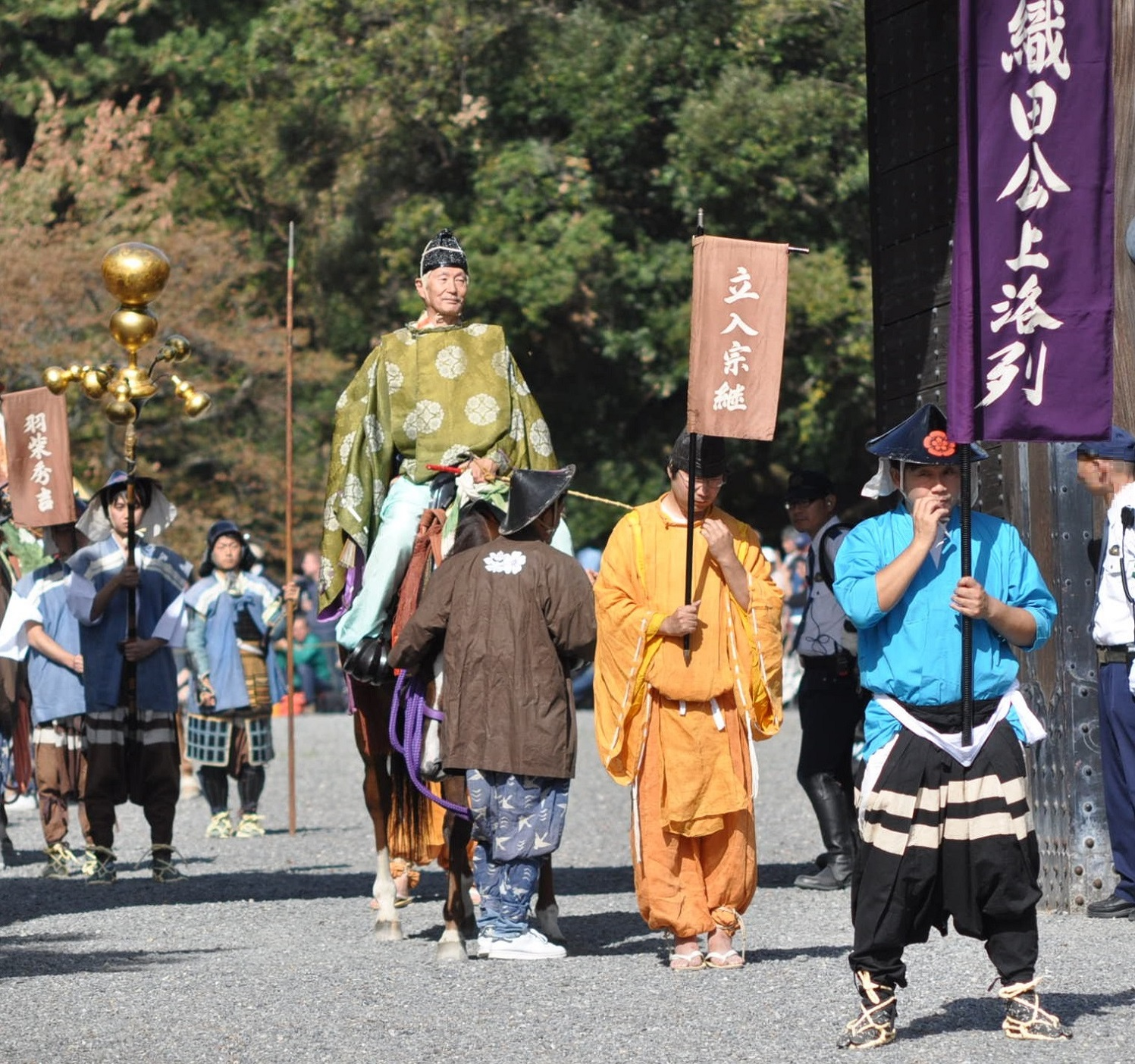
時代祭「織田公上洛列」立入宗継

時代祭において織田信長の「織田公上洛列」の先頭で馬に乗り登場する立入宗継（応仁の乱による荒廃した京都の復興のため織田信長に上京を促し、皇室の威儀を回復させた人物。皇室からの恩典によって、宮中の禁裏内道場として発足した清浄華院内に立入宗継旌忠碑が建てられている。）を輩出した立入家には松田丹後守および豊前守関連の史料が伝来しており、年代的な齟齬があるものの立入家系図によれば松田豊前守頼亮の子孫であると記され、近江立入城は、文明年間(1469-87)松田丹後守秀興によって築かれたとされる。
丹後・日ケ谷城（宮津市）の城主松田頼盛（六波羅引付衆）の末裔に、松田氏は桓武平氏の一流とする家系図「丹後松田系図」が所蔵され、丹後守流、若狭守流、豊前守流、対馬守流などの奉行衆が同族であることが記されている。また頼盛の娘千手姫(甥の弾正左衛門尉貞頼の猶子となり藤原公親に養われた)は後宇多天皇に仕え、後に天皇が出家した際には自身も出家して尼となり名を願蓮と改め、後宇多天皇より金剛心院の院号と本尊愛染明王坐像を賜ったという。その他にも、稲富氏（稲富流砲術の開祖稲富一夢を輩出）、国富氏、延永氏（丹後守護代）、毛呂氏などと姻戚関係があったことが記されている。松田山城守頼通は細川藤孝に日ケ谷城を焼かれたあと松田氏系図では丹波国へ引退とあり、また与謝郡史等では小浜城主木下若狭守勝俊の家士となったとある。
俵屋宗達を育て上げ、「寛永の三筆」の１人に数えられる光悦流の祖であり、茶人、工芸家、画家、出版者、庭師、能面打など多彩な方面で活躍した芸術家、本阿弥光悦を輩出した本阿弥家の六代当主（光悦の曽祖父）は松田氏の出身である。但しその出自については、本阿弥系図にある「足利義教昵近ノ士」という記述に、当時の側近には奉行衆の名前しか見られないこと（6代将軍 足利義教の1428年 ～ その子8代将軍 足利義政の1473年までは近臣として奉行衆を基盤としていた）、足利義教の在職が1428年 - 1441年であるのに松田右衛門三郎の出生が1434年であること、本阿弥という屋号、奉行衆と奉公衆を同一族と誤認していた過去の資料、などにより混乱を招いていたが、足利尊氏に仕えていた初代妙本については本姓菅原氏で苗字を松田とした人物であり、六代当主本光は侍所の開闔や政所の執事代を勤めた奉行衆松田氏から本阿弥家の娘婿として迎えられた人物と考えられている。なお、南北朝末期に松田三郎右衛門尉が丹後における段銭両使一方に起用されており、このころより丹後松田氏には三郎右衛門尉を名乗る一流が存在したことが確認でき、松田右衛門尉は代々足利幕府の御産所奉行を継承していたほか、対馬守秀藤、能登守亮致らも右衛門尉を称していた。なお、光悦と同じく琳派の芸術家である尾形光琳・乾山兄弟の曾祖父・道柏の妻（法秀）は本阿弥光悦の姉であり、光悦と光琳は遠い姻戚関係にあることになる。また光悦の白楽茶碗「不二山」（国宝）にも関わったと考えられる楽焼の家元・樂家の養子となった宗入（５代目当主）の曽祖母も法秀であり、光琳・乾山とは従弟同士となる。
丹後松田氏の拠点があったと推測される京丹後市大宮町には、善王寺他に複数の城を築いていた記録があり、河辺の松田千軒と呼ばれる集落跡を見下ろす山には、数十にも上る古墳群と共に松田城跡も確認されている。また、鎌倉末期に至ってはその所領は丹後のみに留まらず、但馬国新田荘（兵庫県北部）、若狭国鳥羽上保・多烏田（福井県小浜市、上中）、船井荘新江村（京都府船井郡）、安芸志道村（広島県広島市）、豊前髙来村（福岡県豊前市）などに展開していた。
京丹後市の中郡、竹野郡、熊野郡を流れる竹野河流域一帯には一色氏に仕える摂津守、遠江守らの松田氏の存在が知られており、本能寺の変による細川氏と明智光秀・一色軍との戦いにも加わっていたとされる。なお信長公記には「丹後の松田摂津守、隼巣子二つ進上」とあり、この約1か月後に織田軍は丹後に乱入したとされる。松田摂津守（黒部城城主）は惣見記には「松田盛秀」との所伝あり。

## 小田原北条氏臣 松田氏
相模松田氏は藤原鎌足を遠祖とし、その13代目藤原公光の時に相模守となり相模国秦野に土着した。14代藤原経範は波多野に改姓し、波多野氏の開祖となった。
19代義常は松田郷に住む。その子有常は松田を称して松田次郎と名乗り、松田氏の始祖となった。当時波多野氏から分かれた一族は松田の他に河村、広沢、大友、菖蒲、沼田、大槻、小磯、宇治などがある。
当初波多野、松田一族は源氏方であり、波多野義通は京都に上って源義朝に仕えていたが、1156年保元の乱後、旧主である義朝の父・源為義を殺さなければならない羽目になって義朝との間が不和になり、相模国に帰国。こうした経緯により、源氏の没落と共に平家方に付いた。
義常は治承4年（1180年）石橋山の戦いでは大庭景親と共に頼朝軍を破り、頼朝の鎌倉入りの際にも一族と共に松田城に籠り抗戦をしたが、義常は頼朝に追われ自害をした。義常の嫡男松田有常はこの時、大庭景義の懐島の屋敷にいて難を逃れた。源頼朝の腹違いの兄・源朝長の母(坊門姫)は義常の叔母でもあり、大庭景義は頼朝の父義朝の重臣で、鎌倉幕府の長老であった。松田有常は大庭景義の外甥でもあったので、景義は義常誅伐のことを事前に察知していて、密かに保護を加えたものである。後に大庭景義は松田有常を伴って頼朝の元に参上して許され、後に松田郷を与えられ、松田次郎を名乗り松田氏が起こった。

承元4年（1210年）相模国丸小川で小早川、土肥らの一族と争う。和田義盛、三浦義村によって鎮圧された。建暦3年（1213年）の和田合戦では和田義盛に味方した者が松田一族より多数見受けられる。
元弘3年／正慶2年（1333年）新田義貞が鎌倉幕府を討つ為に武蔵国に入り分倍河原の戦いで鎌倉北条軍に敗れた後、松田一族は相模国の同志軍と共に新田義貞軍に参陣。
南北朝時代に於いては南朝方の後醍醐天皇に味方し、新田義貞軍に組した。新田義貞の没後、新田義興、脇屋義治軍総勢6,000騎が松田城、河村城や西丹沢の諸城に移り、これを足利尊氏自ら大軍を率いて攻め込んできたので、足柄の地は一大戦場と化した。この頃松田一族は各地に分散し、備前松田氏は北朝方の室町幕府に属していた。
室町時代の後半になると関東公方の足利氏が衰微しており、8代松田頼秀は京都に居住していたが、将軍の命で関東に下向した。その頃、相模国では大森氏が小田原城を占拠して諸家を征服、松田氏にも攻略の手を加えてきた。扇谷上杉氏と大森氏の進攻に苦戦をしていたが、1495年伊勢盛時が大森藤頼を倒して小田原城に入城した時に松田頼秀が協力した。伊勢盛時と、奉行衆松田氏、奉公衆備前松田氏、相模松田氏は同じ幕臣として協同しており、この時に備前松田氏と奉行衆松田氏からは松田数秀、松田長秀、松田頼亮、松田秀致、松田晴秀らが応援に駆け付けた。（「関侍伝」には、頼秀・数秀・長秀・頼亮・秀致・盛秀・晴秀の名が記載されているが、このうち頼秀・数秀・晴秀は年代的にも整合性がないため再考を要する）
そのように後に後北条氏となる地域権力の確立に当初から協力してきた相模松田氏は北条家家臣団として御由緒家七家に列し、家老職を勤める。北条氏家臣団中最高の2798貫110文(松田一族では3922貫995文)の所領高であった。
10代松田憲秀に至って松田氏は全盛に達し、北条家の重代の筆頭家老として権勢並ぶものが無かったという。
天正18年（1590年）豊臣秀吉の小田原征伐の時に際し、憲秀は「豊臣方22万に対し北条方は5万と劣勢にあって勝ち目の無い野戦は無謀である」と、小田原城中の評定に於いて籠城策を主張する。これに対して北条氏照、北条氏邦は野戦を主張したが、憲秀の籠城策が採られた。一方憲秀は「北条家に相模の国と伊豆二国の安堵と全員の助命を条件」として開城する事で独自に前田利家、堀秀政と戦後処理についての駆け引きをしていた。ところが、豊臣秀吉は小田原城内の混乱を狙って憲秀内通との戦略的噂を吹聴した。このことがあって間もなく小田原城は開城した。
北条氏滅亡後、松田氏は交渉をしていた前田氏に4,000石で召抱えられた。その後石高に変化はあるが、1871年廃藩置県まで加賀藩臣として存在した。
憲秀の弟松田康定の後裔は徳川家康に仕え旗本として存続した。

### 出典

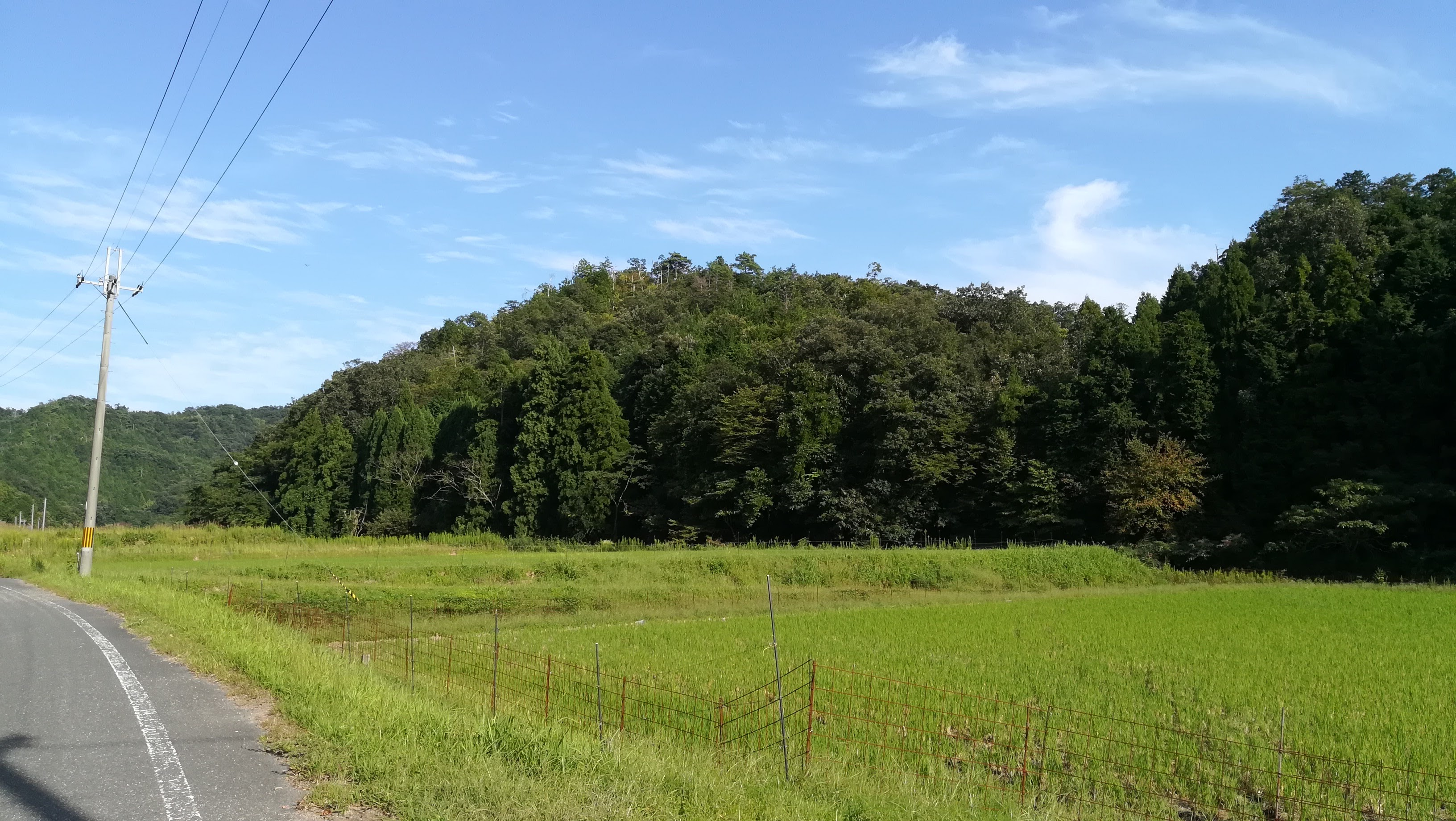
松田城跡（京丹後市大宮町河辺）
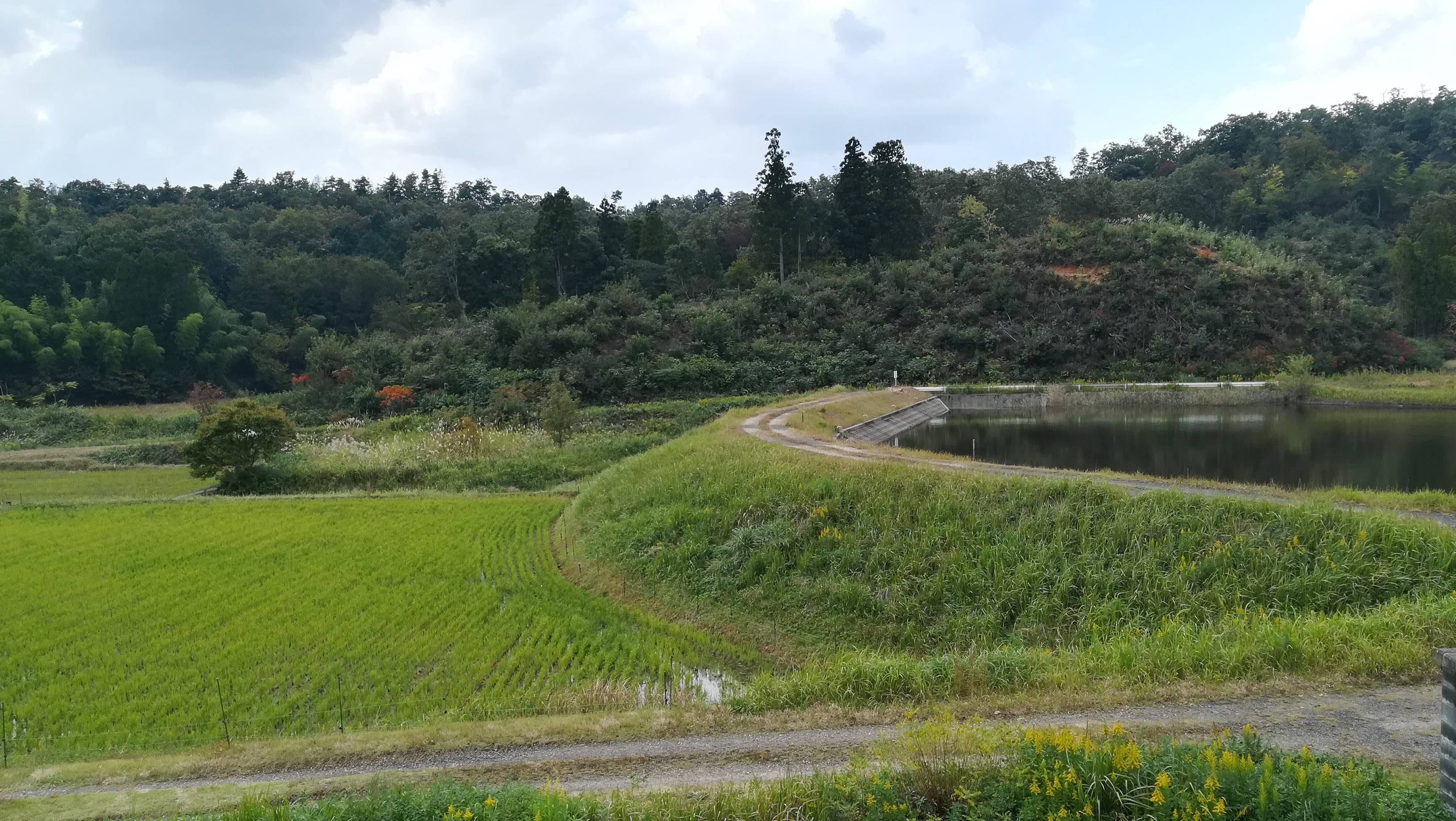
松田千軒
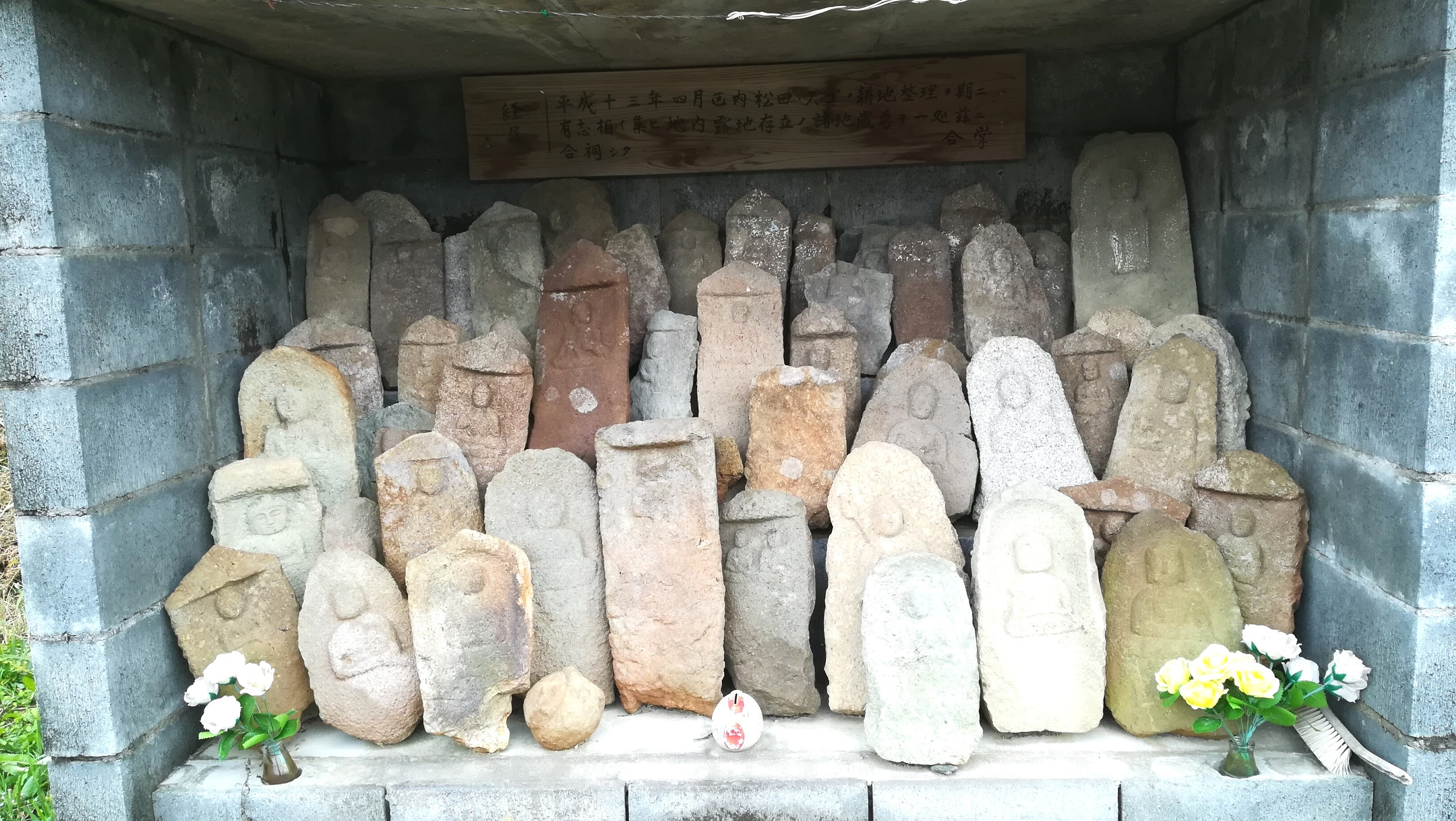
松田千軒より出土した地蔵
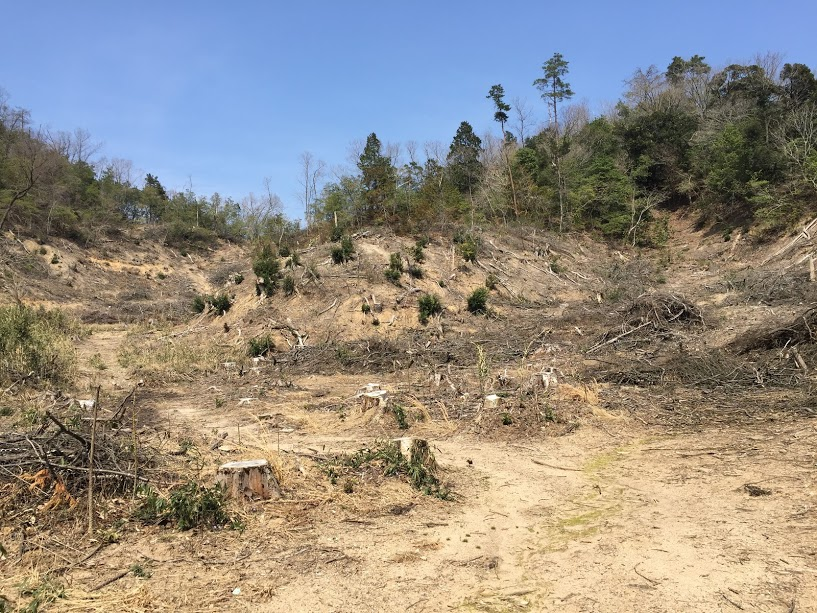
松田城跡（大宮町河辺）
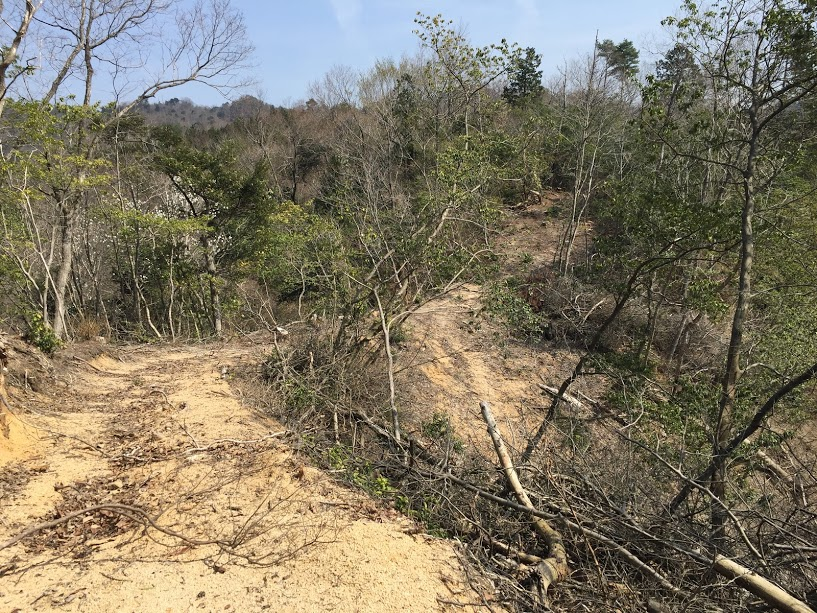
松田城跡
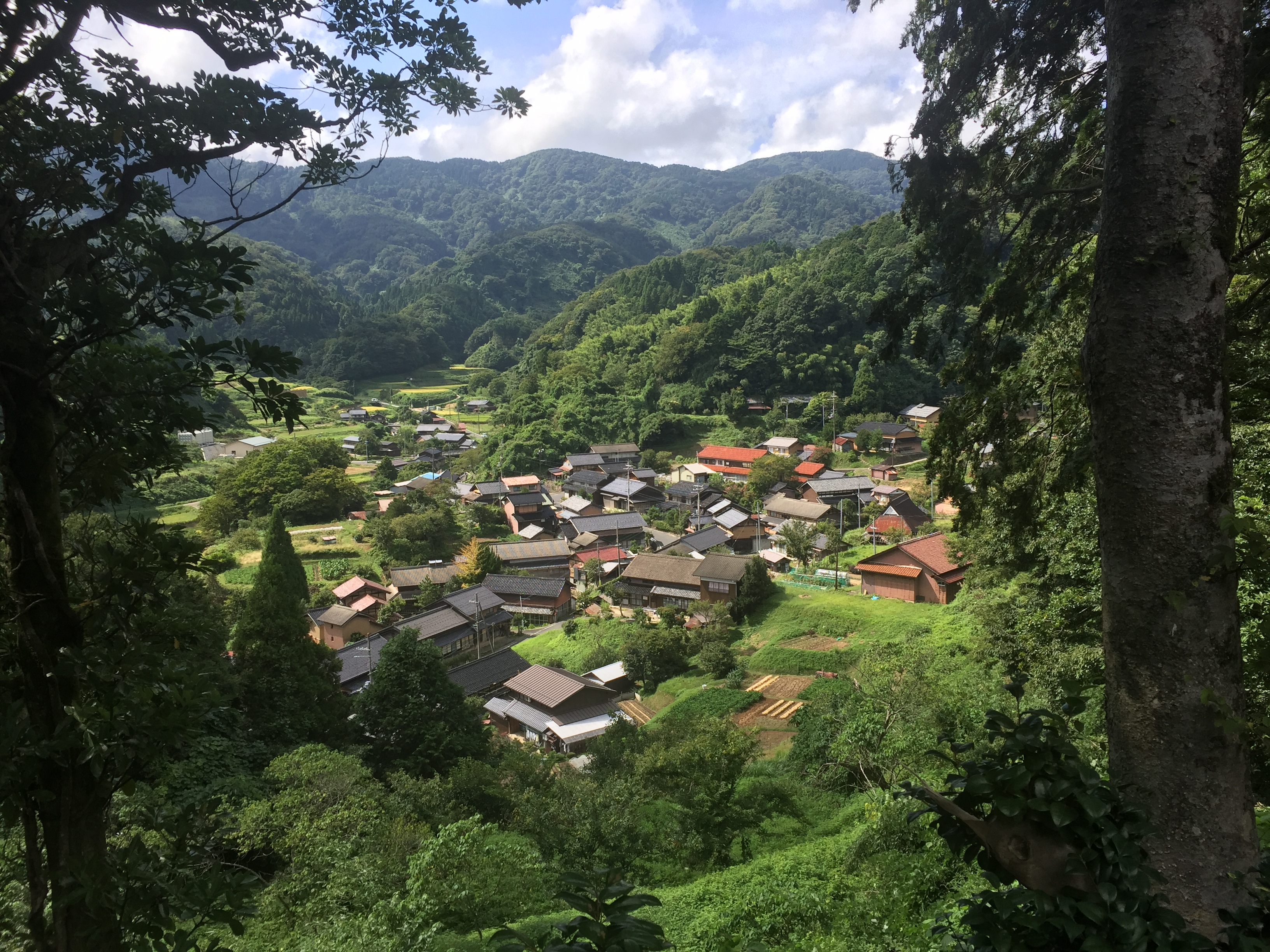
日ケ谷村（京都府宮津市）
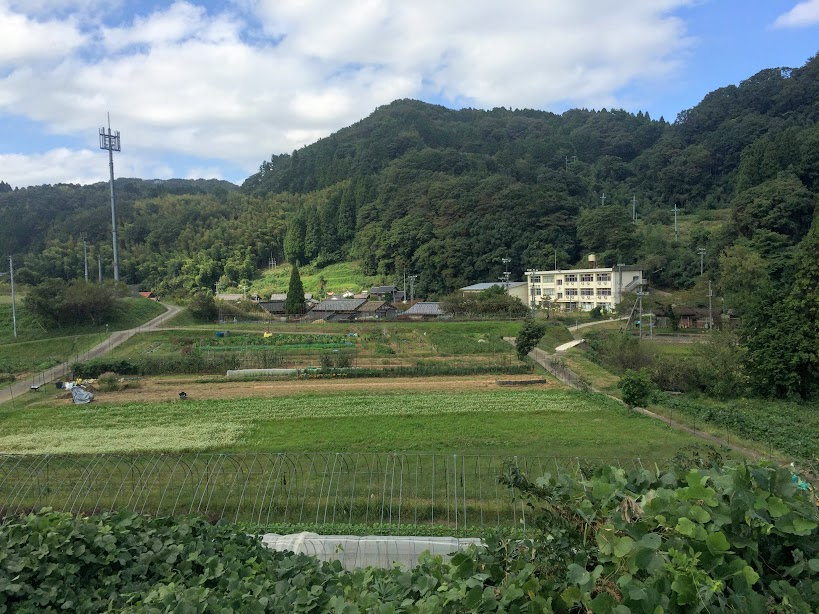
日ケ谷城山（日ケ谷城跡）
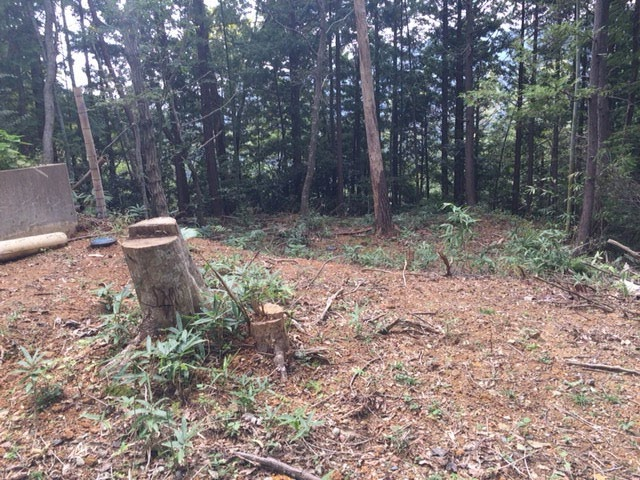
日ケ谷城跡郭Ⅱ
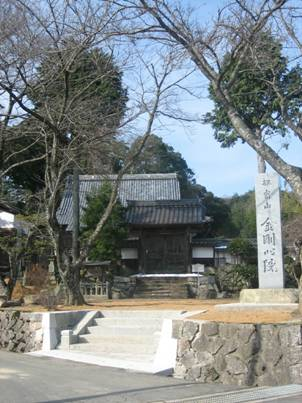
金剛心院
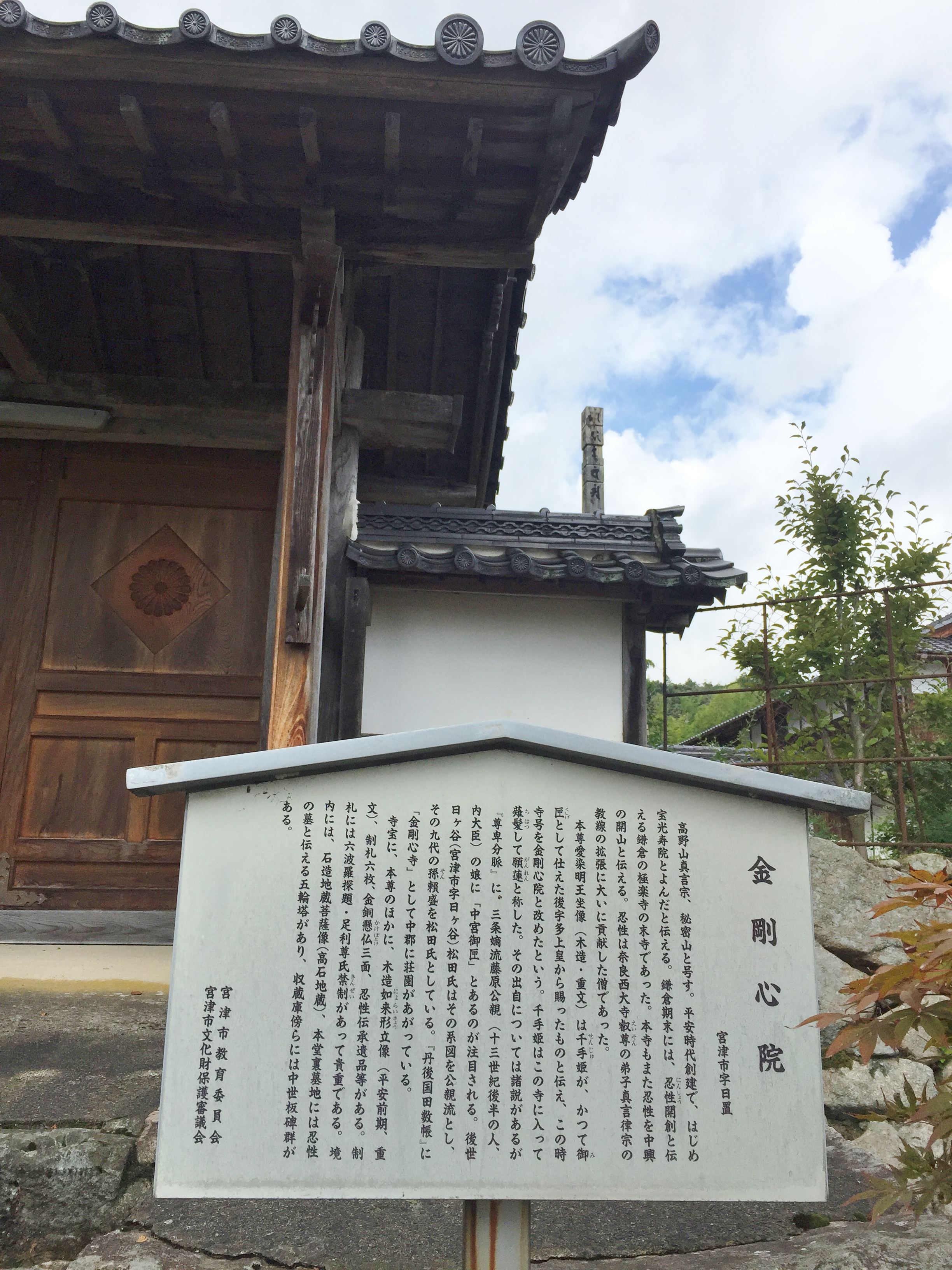
金剛心院勅使門
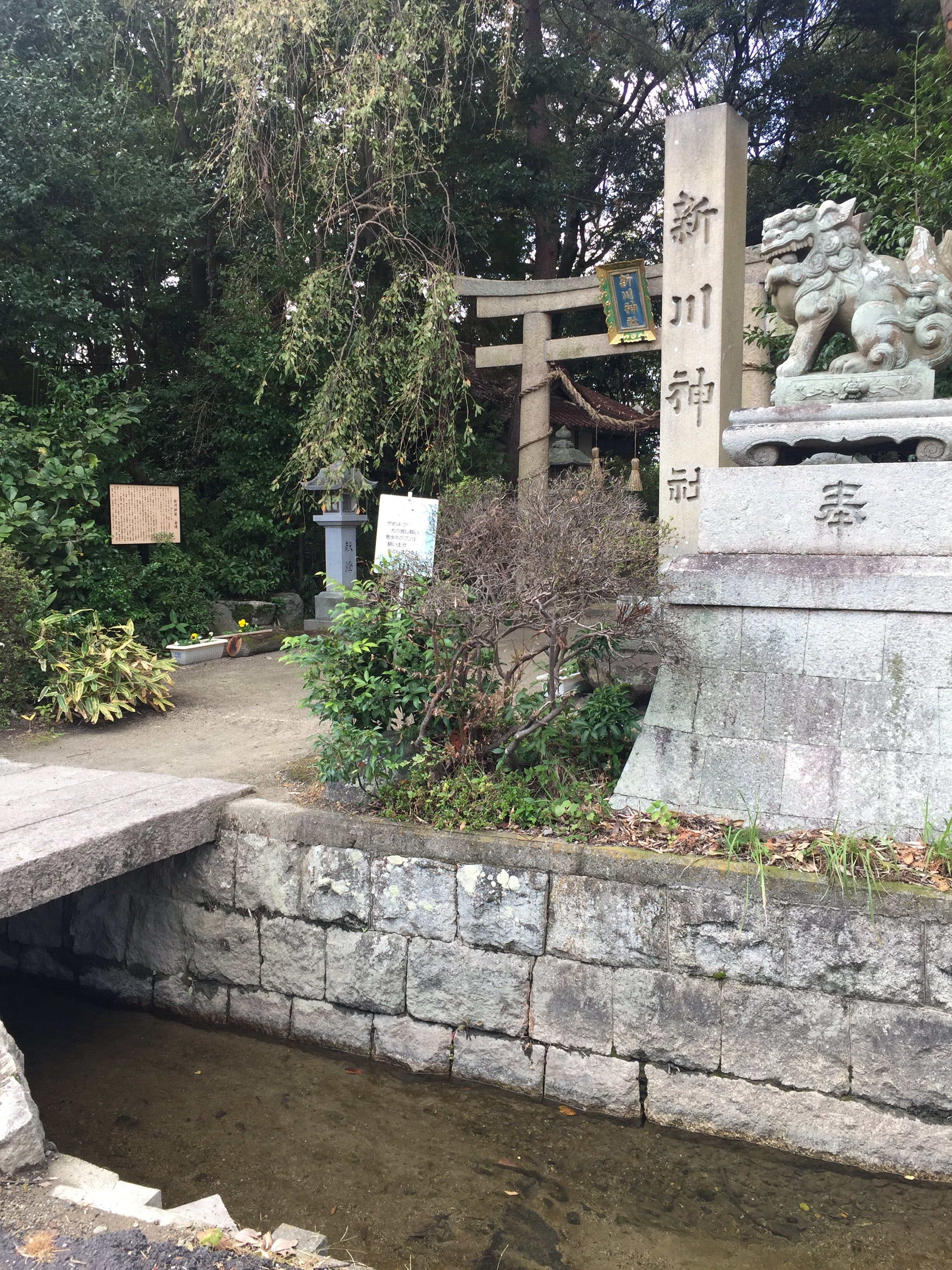
松田丹後守秀興が築城したと伝えられる近江立入城跡（新川神社）
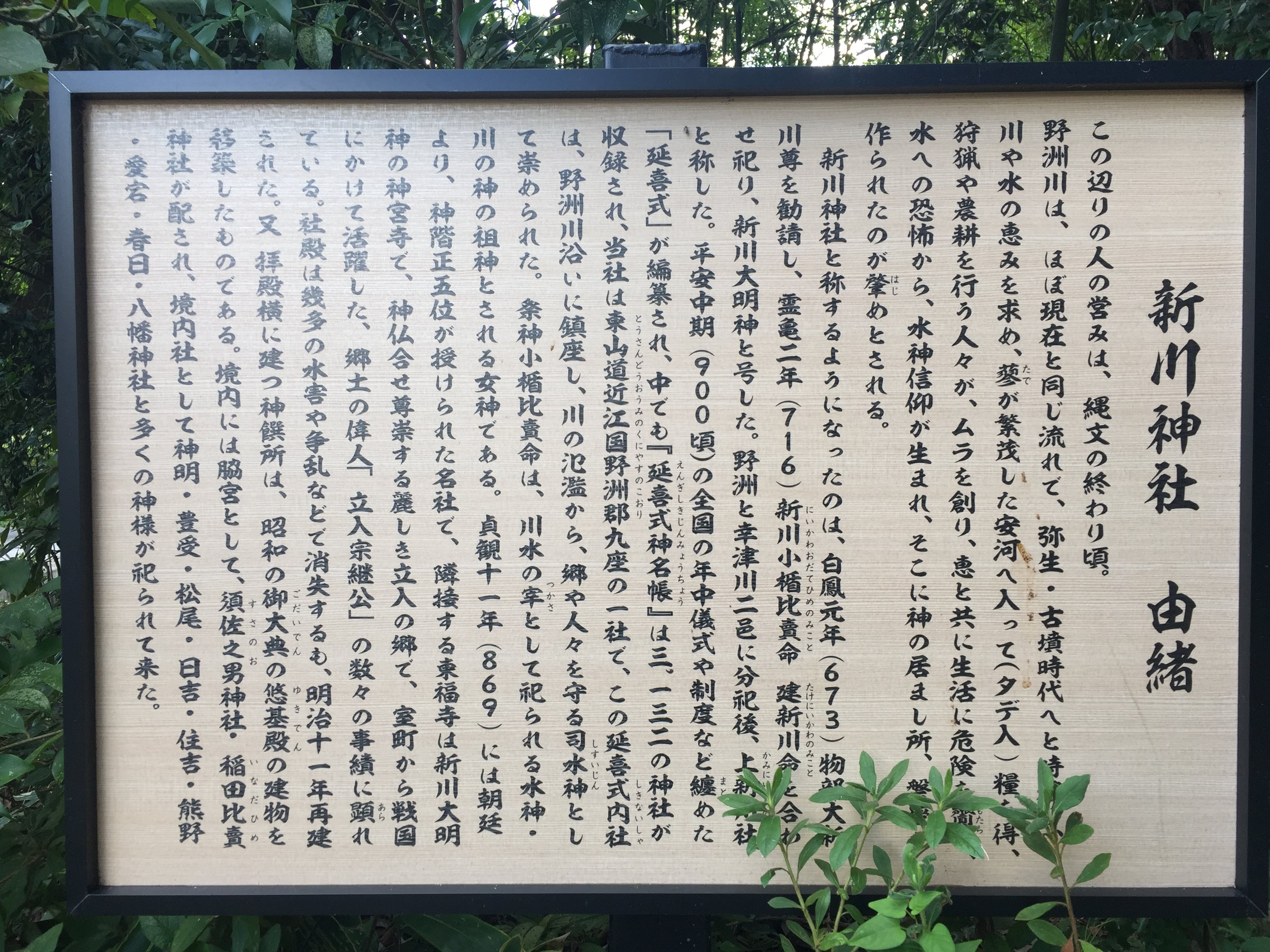
松田丹後守秀興が築城したと伝えられる近江立入城跡（新川神社）由緒
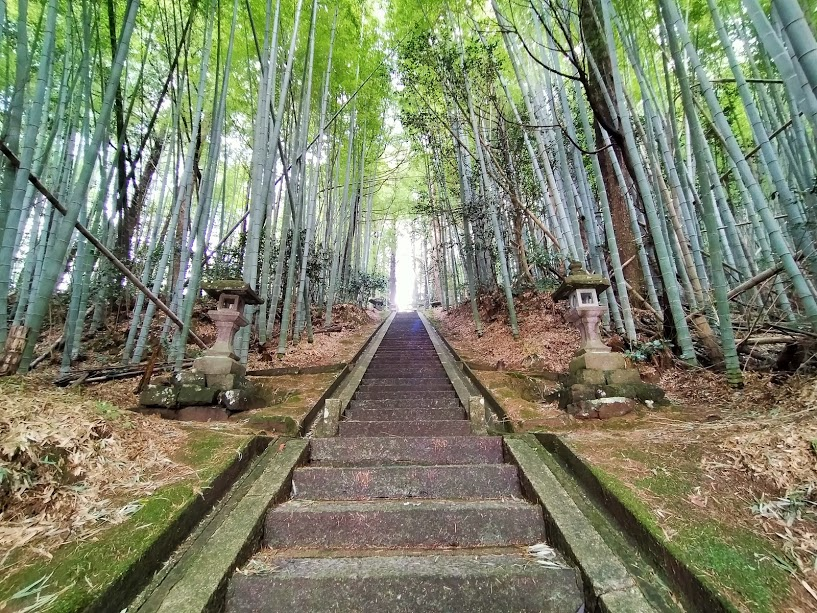
吉沢城跡（松田遠江守）早尾神社
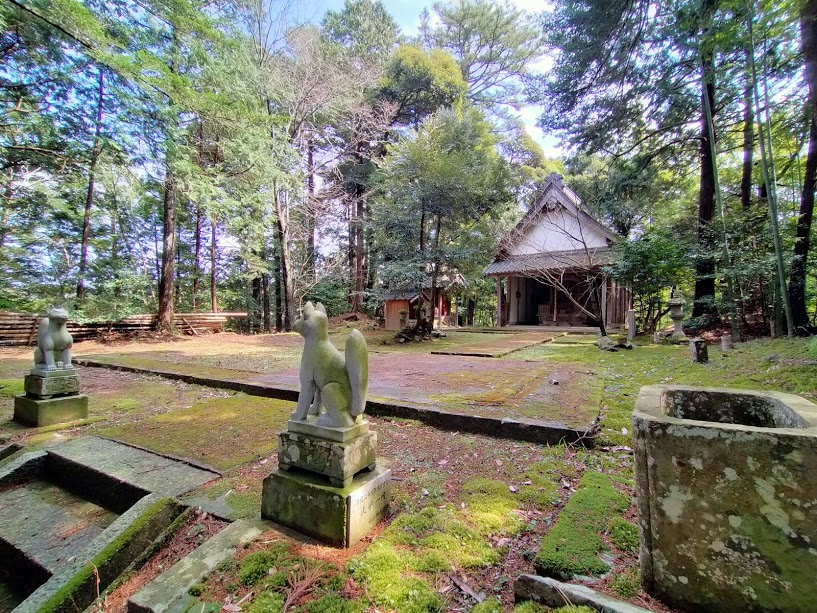
吉沢城跡（松田遠江守）早尾神社主郭
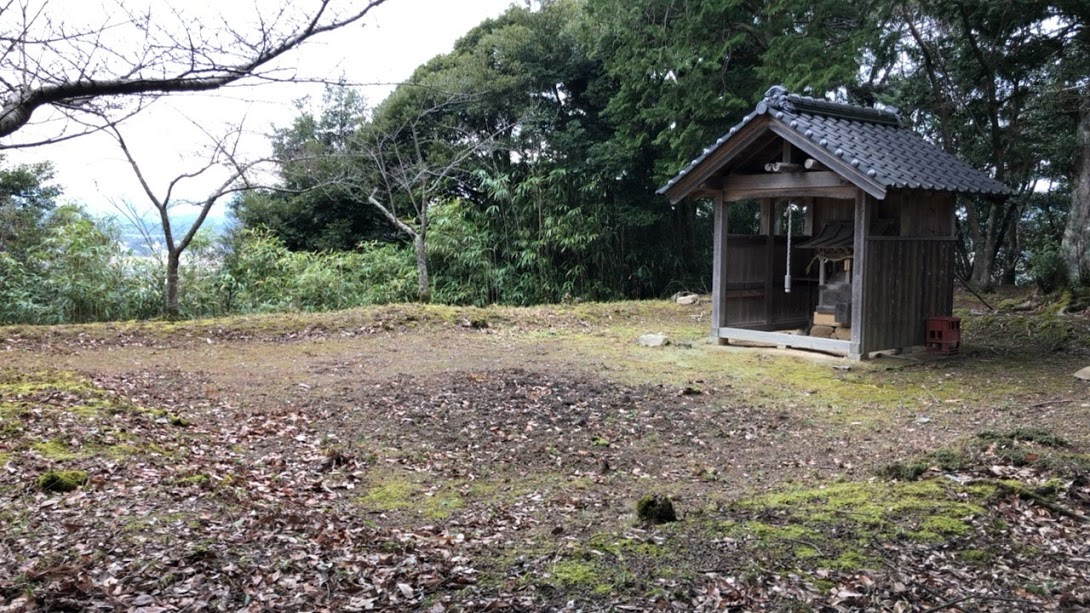
黒部城跡（松田摂津守）
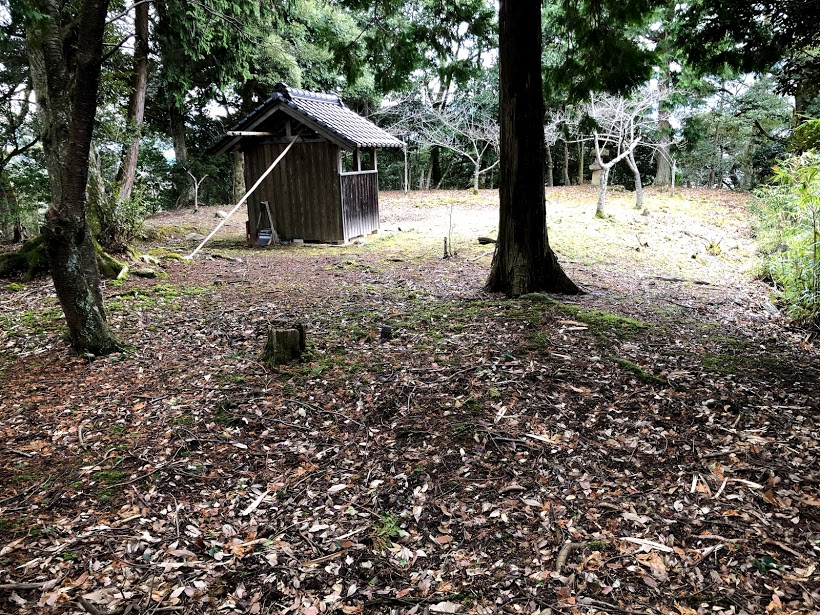
黒部城跡（松田摂津守）主郭